# Chaval
Chaval is een gemeente in de Braziliaanse deelstaat Ceará. De gemeente telt 12.644 inwoners (schatting 2009).
De gemeente grenst aan Barroquinha, Granja, Luís Correia en Cajueiro da Praia.

## Geboren in Chaval
- Francisco Ernandi Lima da Silva, "Mirandinha" (1959), voetballer